# Costa del Sol

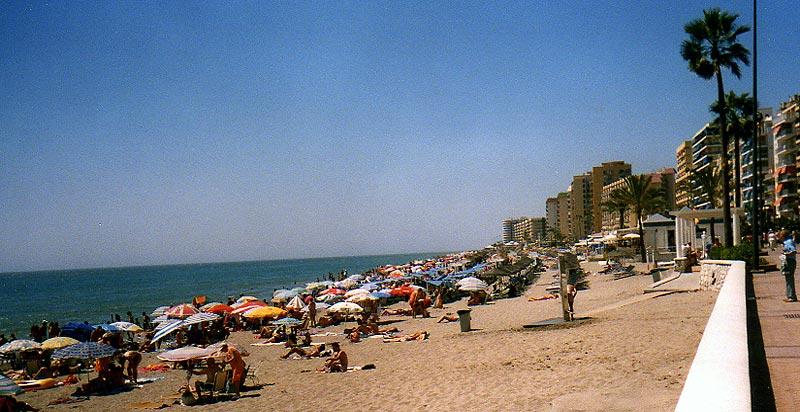
Strand bij Fuengirola

Costa del Sol (Spaans voor zonnekust) is een 190 km lang gedeelte van de Spaanse kust aan de Middellandse Zee, de zuidkust van de Spaanse landstreek Andalusië tussen Gibraltar en Nerja. De costa ligt in de Spaanse provincies Málaga en Cádiz. Aan de westkant van de Costa del Sol ligt de Costa de la Luz en aan de oostkant ligt de Costa Tropical.
Málaga is de grootste stad aan de kust en vormt ook de scheiding tussen het toeristisch populaire westelijk deel met de badplaatsen Torremolinos, Fuengirola, Marbella, Mijas, Manilva en Estepona en het oostelijk deel met de plaatsen Rincón de la Victoria, Torre del Mar, Vélez-Málaga, Torrox en Nerja.